# Hangyok
A hangyok (eredetiben: formics, buggers) rovarszerű földönkívüli faj Orson Scott Card sci-fi regényeiben.
A történet szerint a hangyok megtámadták a Földet néhány nemzedékkel a történet kezdete előtt. Megpróbálták betelepíteni a bolygót, ám egy földi katonának, Mazer Rackhamnak éppenhogy sikerült őket legyőznie. Az első könyvben, a Végjátékban az emberek küldetéseket szerveznek arra, hogy megvédjék magukat a hangyoktól, de kiderül, hogy az első támadás baleset volt, amit a két faj eltérő biológiája okozott.
A hangyok név a hangyák szó eltorzított formája. Eredetiben a formics a latin formica (hangya) szóra utal, és ez számít tudományosabbnak. A bugger nevet az emberek megvetőleg használták, ami az angol bug (rovar) vezethető vissza. Az 1999-ig megjelent regényekben mindkét megnevezés előfordult, de a későbbiekből kiveszett a bugger. Mivel a regények nem időrendi sorrendben jelentek meg, ez anakronizmust okozott. Például a Végjátékban Valentine a Bugger szót használta, az Ender in Exile-ben Formicsként hivatkozott rájuk, majd a Speaker for the Dead és Xenocide kötetekben újra a Bugger szóval élt. A filmadaptációban kizárólag a Formics elnevezés fordul elő.
A hangyok a hártyásszárnyú államalkotó rovarokhoz hasonló kolóniákban élnek, amiket a királynők vezetnek. Rovarszerűségük ellenére melegvérűek. Ha egy királynő meghal, dolgozói azonnal elvesztik intelligenciájukat és életképességüket, habár a Xenocide utal arra, hogy a dolgozók kikerülhetnek a királynő hatalma alól. A herék kisebbek, mint a királynők, és rácsimpaszkodva élnek. Ha a királynő meghal, heréi új királynőt keresnek. A herék a királynőkhöz hasonlóan képesek gondolkodni és telepátiával kommunikálni, habár ez a képességük gyengébb, mint a királynőké. A királynők ez képesek megtenni más fajok tagjaival is. A hangyok föld alatti bolyokban laknak, rendszerint világítás nélkül, ami arra utal, hogy az ember számára látható fény helyett a spektrum más részeit látják. Az első regényben mesterséges világítást használnak, de a Xenocide-ban írottak alapján Ender szerint hőnyomokra hagyatkoznak.

## Fordítás
- Ez a szócikk részben vagy egészben  a   Formics című angol Wikipédia-szócikk fordításán alapul.  Az eredeti cikk szerkesztőit annak laptörténete sorolja fel. Ez a jelzés csupán a megfogalmazás eredetét és a szerzői jogokat jelzi, nem szolgál a cikkben szereplő információk forrásmegjelöléseként.